# Campionato d'Asia per Club 1986
Il Campionato d'Asia per club 1986 è stata la 6ª edizione del massimo torneo calcistico asiatico per squadre di club maggiori maschili.
Per la prima volta nella sua storia il torneo fu vinto dal Furukawa Electric che, prevalendo nettamente nel girone finale della competizione, divenne la prima squadra giapponese a fregiarsi del titolo.

## Formula

### Formato
Il formato della manifestazione (ripartita in tre turni complessivi) rimane inalterato salvo la fase finale, con la formula ad eliminazione diretta sostituita da un girone all'italiana.

## Squadre partecipanti
- Al-Hilal
- Daerah Brunei
- Liaoning
- April 25
- Lucky Goldstar
- Philippine Air Force
- Furukawa Electric

- South China
- Tiga Berlian
- Malavan
- Al-Talaba
- Hap Quan
- Selangor
- Victory

- Habib Bank
- Al-Arabi
- Saunders
- Port Authority
- Al-Wahda
- Police F.C.

## Risultati

### Primo turno

#### Gruppo 1
- Police FC qualificato al secondo turno[2].

#### Gruppo 2
|  | Al-Talaba | 2 – 1 | Al-Wahda |  |

#### Gruppo 3
- Al-Hilal e   Al-Arabi qualificate al secondo turno come finaliste della Coppa dei Campioni del Golfo 1986.

#### Gruppo 4
| Squadra    | P.ti | G | V | P | S | RF | RS |
| ---------- | ---- | - | - | - | - | -- | -- |
| Malavan    | 5    | 3 | 2 | 1 | 0 | 20 | 1  |
| Saunders   | 1    | 1 | 0 | 1 | 0 | 1  | 1  |
| Habib Bank | 0    | 1 | 0 | 0 | 1 | 0  | 7  |
| Victory    | 0    | 1 | 0 | 0 | 1 | 0  | 13 |

| Colombo 22 agosto 1986 | Malavan | 7 – 0 | Habib Bank |  |

| Colombo 24 agosto 1986 | Malavan | 1 – 1 | Saunders |  |

| Colombo 26 agosto 1986 | Malavan | 12 – 0 | Victory |  |

#### Gruppo 5
| Kuala Lumpur 17 agosto 1986 | Selangor | 1 – 0 | Port Authority |  |

| Kuala Lumpur 20 agosto 1986 | Selangor | 1 – 0 | Port Authority |  |

- Selangor qualificata al secondo turno.

#### Gruppo 6
Il girone, disputato nel Brunei con la formula del girone all'italiana, vide tre squadre partecipanti:
- Tiga Berlian qualificato al secondo turno
- Philippine Air Force
- Daerah Brunei

#### Gruppo 7
| Pyongyang 1º giugno 1986 | April 25 | 0 – 0 | Liaoning |  |

| Shenyang 8 giugno 1986 | Liaoning  | 1 – 0 | April 25 |  |
| Ma Lin 74’ Marcatori   |           |       |          |  |
|                        |           |       |          |  |
| Ma Lin 74’             | Marcatori |       |          |  |

#### Gruppo 8
|  | South China | 1 – 0 | Hap Kuan |  |

### Secondo turno

#### Gruppo A
| Squadra   | P.ti | G | V | P | S | RF | RS | DR  |
| --------- | ---- | - | - | - | - | -- | -- | --- |
| Al-Talaba | 4    | 2 | 2 | 0 | 0 | 6  | 0  | +6  |
| Al-Arabi  | 2    | 2 | 1 | 0 | 1 | 9  | 2  | +7  |
| Saunders  | 0    | 2 | 0 | 0 | 2 | 0  | 13 | −13 |

| Baghdad | Al-Talaba | 2 – 0 | Al-Arabi |  |

| Baghdad | Al-Talaba | 4 – 0 | Saunders |  |

| Baghdad | Al-Arabi | 9 – 0 | Saunders |  |

#### Gruppo B
| Squadra   | P.ti                       | G                          | V                          | P                          | S                          | RF                         | RS                         | DR                         |
| --------- | -------------------------- | -------------------------- | -------------------------- | -------------------------- | -------------------------- | -------------------------- | -------------------------- | -------------------------- |
| Al-Hilal  | 4                          | 2                          | 2                          | 0                          | 0                          | 7                          | 0                          | +7                         |
| Police FC | 0                          | 2                          | 0                          | 0                          | 2                          | 0                          | 7                          | −7                         |
| Malavan   | ritirata dopo il sorteggio | ritirata dopo il sorteggio | ritirata dopo il sorteggio | ritirata dopo il sorteggio | ritirata dopo il sorteggio | ritirata dopo il sorteggio | ritirata dopo il sorteggio | ritirata dopo il sorteggio |

| Sana'a 27 luglio 1986 | Al-Hilal | 5 – 0 | Police F.C. |  |

| Sana'a 1986 | Police F.C. | 0 – 2 | Al-Hilal |  |

#### Gruppo C
| Squadra      | P.ti | G | V | P | S | RF | RS | DR |
| ------------ | ---- | - | - | - | - | -- | -- | -- |
| Liaoning     | 3    | 2 | 1 | 1 | 0 | 1  | 0  | +1 |
| Tiga Berlian | 2    | 2 | 0 | 2 | 0 | 1  | 1  | 0  |
| South China  | 1    | 2 | 0 | 1 | 1 | 0  | 1  | −1 |

| Hong Kong 11 novembre 1986 | Liaoning | 0 – 0 | Tiga Berlian |  |

| Hong Kong novembre 1986 | Liaoning  | 1 – 0 | South China |  |
| Ma Lin 75’ Marcatori    |           |       |             |  |
|                         |           |       |             |  |
| Ma Lin 75’              | Marcatori |       |             |  |

| Hong Kong 16 novembre 1986 | Tiga Berlian | 1 – 1 | South China |  |

#### Gruppo D
| Squadra           | P.ti | G | V | P | S | RF | RS | DR |
| ----------------- | ---- | - | - | - | - | -- | -- | -- |
| Furukawa Electric | 4    | 2 | 2 | 0 | 0 | 5  | 2  | +3 |
| Selangor          | 2    | 2 | 1 | 0 | 1 | 6  | 2  | +4 |
| Hap Kuan          | 0    | 2 | 0 | 0 | 2 | 1  | 8  | −7 |

| Kuala Lumpur 7 dicembre 1986 | Furukawa Electric | 2 – 1 | Selangor |  |
| Echigo Kaneko Marcatori      |                   |       |          |  |
|                              |                   |       |          |  |
| Echigo Kaneko                | Marcatori         |       |          |  |

| Kuala Lumpur 9 dicembre 1986 | Furukawa Electric | 3 – 1 | Hap Kuan |  |
| Maeda Yoshida Marcatori      |                   |       |          |  |
|                              |                   |       |          |  |
| Maeda Yoshida                | Marcatori         |       |          |  |

| Kuala Lumpur 11 dicembre 1986 | Selangor | 5 – 0 | Hap Kuan |  |

### Turno finale
| Squadra           | P.ti | G | V | P | S | RF | RS | DR |
| ----------------- | ---- | - | - | - | - | -- | -- | -- |
| Furukawa Electric | 6    | 3 | 3 | 0 | 0 | 7  | 3  | +4 |
| Al-Hilal          | 4    | 3 | 2 | 0 | 1 | 6  | 5  | +1 |
| Liaoning          | 1    | 3 | 0 | 1 | 2 | 2  | 4  | −2 |
| Al-Talaba         | 1    | 3 | 0 | 1 | 2 | 3  | 6  | −3 |

| Riyadh 26 dicembre 1986           | Al-Talaba | 2 – 2                | Liaoning |  |
| 3’ Marcatori 18’ Li Huajun Ma Lin |           |                      |          |  |
|                                   |           |                      |          |  |
| 3’                                | Marcatori | 18’ Li Huajun Ma Lin |          |  |

| Riyadh 26 dicembre 1986   | Al-Hilal  | 3 – 4           | Furukawa Electric |  |
| Marcatori Okudera Yoshida |           |                 |                   |  |
|                           |           |                 |                   |  |
|                           | Marcatori | Okudera Yoshida |                   |  |

| Riyadh 28 dicembre 1986 | Furukawa Electric | 2 – 0 | Al-Talaba |  |
| Yoshida Marcatori       |                   |       |           |  |
|                         |                   |       |           |  |
| Yoshida                 | Marcatori         |       |           |  |

| Riyadh 28 dicembre 1986      | Al-Hilal  | 2 – 1      | Liaoning |  |
| 35’ 68’ Marcatori 70’ Ma Lin |           |            |          |  |
|                              |           |            |          |  |
| 35’ 68’                      | Marcatori | 70’ Ma Lin |          |  |

| Riyadh 30 dicembre 1986 | Furukawa Electric | 1 – 0 | Liaoning |  |
| Yoshida Marcatori       |                   |       |          |  |
|                         |                   |       |          |  |
| Yoshida                 | Marcatori         |       |          |  |

| Riyadh 30 dicembre 1986 | Al-Hilal | 2 – 1 | Al-Talaba |  |

## Statistiche
Vengono conteggiate le gare della fase finale.

### Classifica marcatori
| Gol |  |  | Giocatore        | Squadra           |
| --- |  |  | ---------------- | ----------------- |
| 4   |  |  | Hiroshi Yoshida  | Furukawa Electric |
| 3   |  |  | Yasuhiko Okudera | Furukawa Electric |